# The Bar Sinister
The Bar Sinister er en amerikansk stumfilm fra 1917 af Edgar Lewis.

## Medvirkende
- Preston Rollow - George Stilliter
- Mary Doyle - Annabel
- William Anderson - Sam Davis
- Florence St. Leonard - Lindy
- Hedda Nova - Belle Davis